# Elementary OS
Elementary OS, i marknadsföring skrivet elementary OS, är ett operativsystem som bygger på Ubuntu. Det benämns som en “genomtänkt, kompetent och etisk” ersättare till MacOS och Windows.